# Expérience de Stanford

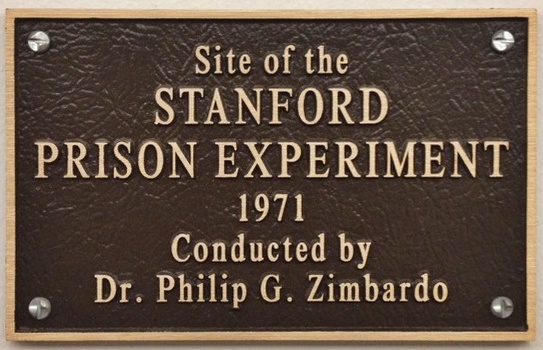
Plaque commémorative sur le site de l’expérience de Stanford.

L’expérience de Stanford (parfois surnommée effet Lucifer) est une étude de psychologie sociale menée par Philip Zimbardo en 1971 sur les effets de la situation carcérale, ayant eu un très grand écho social et médiatique.
Elle fut réalisée avec des étudiants qui jouaient des rôles de gardiens et de prisonniers. Elle visait à étudier le comportement de personnes ordinaires dans un tel contexte et eut pour effet de montrer que c'était la situation plutôt que la personnalité autoritaire des participants qui était à l'origine de comportements parfois à l'opposé des valeurs professées par les participants avant le début de l'étude. Les 18 sujets avaient été sélectionnés pour leur stabilité et leur maturité, et leurs rôles respectifs de gardiens ou de prisonniers leur avaient été assignés de manière ostensiblement aléatoire. En d'autres termes, chaque participant savait que l'attribution des rôles n'était que le simple fruit du hasard et non pas de prédispositions psychologiques ou physiques quelconques. Un gardien aurait très bien pu être prisonnier, et vice-versa.
Les prisonniers et les gardes se sont rapidement adaptés aux rôles qu'on leur avait assignés, dépassant les limites de ce qui avait été prévu et conduisant à des situations réellement dangereuses et psychologiquement dommageables. L'une des conclusions de l'étude est qu'un tiers des gardiens fit preuve de comportements sadiques, tandis que de nombreux prisonniers furent traumatisés émotionnellement, deux d'entre eux ayant même dû être retirés de l'expérience avant la fin.
Malgré la dégradation des conditions et la perte de contrôle de l'expérience, une seule personne (Christina Maslach) parmi les cinquante participants directs et indirects de l'étude s'opposa à la poursuite de l'expérience pour des raisons morales. C'est grâce à celle-ci que le professeur Zimbardo prit conscience de la situation et fit arrêter l'expérience au bout de six jours, au lieu des deux semaines initialement prévues.
Les problèmes éthiques soulevés par cette expérience la rapprochent de l'expérience de Milgram, menée en 1963 à l'Université Yale par Stanley Milgram.
Cependant, le caractère scientifique et les conclusions de cette expérience, impossible à reproduire pour des raisons éthiques, ont toujours été et sont de plus en plus remis en cause. De plus, l'expérience semble ne pas avoir été faite dans le respect des règles de la méthode scientifique. Elle est même accusée d'être le fruit d'une « imposture »,,,.

## L'expérience

### Buts et méthodes
L'étude, financée par l'US Navy et l'US Marine Corps, visait à comprendre la raison des conflits dans leur système carcéral. Le professeur Zimbardo et son équipe ont voulu tester l'hypothèse selon laquelle les gardiens de prison et les prisonniers adoptaient spontanément par autosélection un comportement menant à une dégradation des conditions de détention. Les participants, recrutés par une annonce dans un journal, étaient payés 15 dollars par jour (ce qui représenterait 112 dollars en 2023) pour participer à une « simulation de prison » d'une durée de deux semaines. Parmi les 70 candidats s'étant présentés, les tests psychologiques et physiques permettent à Zimbardo et son équipe de sélectionner 24 adultes en bonne condition physique et mentale. Ces participants étaient tous des étudiants, originaires de tout le continent nord-américain, et issus de tous les milieux. 
Les candidats furent divisés de manière aléatoire en deux groupes de taille égale, les « prisonniers » et les « gardiens » ; ils sont, de plus, tous parfaitement informés du caractère aléatoire de la répartition des rôles.
La prison se situait dans le sous-sol du bâtiment de psychologie de l'université Stanford. Un assistant de recherche jouait le rôle de directeur et Zimbardo celui de superviseur. Zimbardo imposa des conditions particulières aux participants dans l'espoir d'augmenter la désorientation, la dépersonnalisation et la désindividualisation.
On fournit aux gardes une matraque en bois et un uniforme kaki de type militaire acheté dans un magasin de surplus. Ils avaient également des lunettes de soleil réfléchissantes (comme celles des policiers américains et de certains gardiens de prison) pour éviter tout contact entre les yeux d'un prisonnier et ceux d'un gardien. Contrairement aux prisonniers, les gardes étaient censés travailler en rotation et rentrer chez eux lorsqu'ils n'étaient pas de service, bien que par la suite nombre d'entre eux aient été volontaires pour du travail supplémentaire sans augmentation de salaire.
Les prisonniers devaient porter une sorte de longue blouse, pas de sous-vêtements, et portaient des tongs en caoutchouc, ce qui, selon le professeur Zimbardo, devait les forcer à adopter des postures inhabituelles et à éprouver une sensation d'inconfort pour aggraver leur désorientation. Ils étaient appelés par des numéros et non par leur nom. Ces numéros étaient inscrits sur leurs uniformes et ils devaient porter un bas nylon sur le haut de la tête pour simuler un crâne rasé (comme à l'armée). De plus, ils portaient une chaîne aux chevilles, pour leur imposer en permanence le sentiment de leur emprisonnement et de leur oppression.
La veille de l'expérience, les gardes assistèrent à une réunion de formation, mais ne reçurent pas de consigne formelle, sinon qu'aucune violence physique n'était autorisée. Ils furent avertis que le bon fonctionnement de la prison était de leur responsabilité, et qu'ils devaient la gérer de la manière qui leur conviendrait.
Zimbardo fit cette déclaration aux gardes durant la formation : 

« Vous pouvez créer chez les prisonniers un sentiment d'ennui, de peur jusqu'à un certain degré, vous pouvez créer une notion d'arbitraire par le fait que leur vie soit totalement contrôlée par nous, par le système, vous, moi, et ils n'auront aucune intimité... Nous allons faire disparaître leur individualité de différentes façons. En général, tout ceci mène à un sentiment d'impuissance. Dans cette situation, nous aurons tout le pouvoir et ils n'en auront aucun. »

— The Stanford Prison Study video, citée dans Haslam & Reicher, 2003.55
Les participants désignés comme prisonniers furent simplement prévenus d'attendre chez eux pour être appelés quand l'expérience commencerait. En fait, ils furent arrêtés pour vol à main armée, sans être prévenus, par la police de Palo Alto qui coopérait à cette partie de l'expérience. Les prisonniers durent passer par une procédure de « fichage » complète, incluant la prise des empreintes digitales, les photographies et la lecture de leurs droits. Ils furent fouillés, menottés puis conduits à la prison factice en véhicules de police, à grand renfort de sirènes. Arrivés à destination, ils furent déshabillés et nettoyés à l'aide de produits anti-poux et parasites, puis on leur indiqua leur nouvelle « identité ».

### Résultats
Le contrôle de l'expérience a rapidement été perdu. Les prisonniers ont subi — et accepté — un traitement humiliant et parfois sadique de la part des gardes, et à la fin beaucoup d'entre eux souffraient d'un sévère dérangement émotionnel.
Après un premier jour plutôt calme, une émeute survint le deuxième jour. Les gardes se portèrent volontaires pour des heures supplémentaires et collaborèrent pour casser la révolte, attaquant les prisonniers avec des extincteurs sans être supervisés par l'équipe de recherche. Après cela, les gardes essayèrent de diviser les prisonniers et de les monter les uns contre les autres en créant une « bonne » cellule et une « mauvaise » cellule. Cela devait laisser penser aux prisonniers qu'il y avait des « informateurs » dans leurs rangs. Ces efforts furent largement récompensés, puisqu'il n'y eut plus de grande rébellion. D'après les anciens détenus engagés comme consultants par le professeur Zimbardo, une technique similaire avait été utilisée avec succès dans les vraies prisons aux États-Unis.
Le « comptage de prisonniers », qui avait été mis en place pour que les prisonniers se familiarisent avec leur numéro d'identification, devint une épreuve où durant plusieurs heures les gardes tourmentaient les prisonniers et leur imposaient des punitions physiques, notamment de longues périodes d'exercice physique forcé. Cette prison devint insalubre et inhospitalière ; le droit d'utiliser la salle de bain devint un privilège qui pouvait être - et était souvent - refusé. Certains prisonniers furent forcés de nettoyer les toilettes à mains nues. Les matelas furent retirés de la « mauvaise » cellule et les prisonniers obligés de dormir à même le sol sans aucun vêtement. La privation de nourriture était également souvent utilisée comme punition. De plus, les prisonniers durent endurer une nudité forcée et même des actes d'humiliation sexuelle.
Le professeur Zimbardo lui-même fut victime de son expérience. Le quatrième jour, Zimbardo et les gardes réagirent à une rumeur d'évasion en essayant de déplacer toute l'expérience dans une cellule non utilisée du département de police local, car cela était « plus sûr ». La police refusa, invoquant des problèmes d'assurance, et le professeur Zimbardo se rappelle avoir été énervé et avoir pesté contre le manque de coopération de la police.
L'expérience avançant, de nombreux gardes devinrent progressivement plus sadiques, en particulier la nuit (pensant que les caméras étaient éteintes et que l'équipe de recherche ne pouvait pas les voir). Les cobayes déclarèrent qu'environ un tiers des gardes présentaient de vraies tendances sadiques. 
Pour étayer sa théorie selon laquelle les participants avaient intériorisé leur rôle, le professeur Zimbardo avança le fait que lorsqu'on leur proposa une liberté conditionnelle en échange de la confiscation de la totalité de leur paye, la plupart des détenus acceptèrent. Puis, lorsque leur liberté conditionnelle fut néanmoins refusée, aucun ne quitta l'expérience. Le professeur Zimbardo avance qu'il n'y avait aucune raison pour eux de continuer à participer à l'expérience s'ils étaient prêts à renoncer à leur salaire pour la quitter.
Les prisonniers ont commencé à présenter des symptômes de dérangements émotionnels aigus, et l'un d'eux développa un eczéma psychosomatique sur tout le corps quand il apprit que sa demande de liberté conditionnelle était rejetée (le professeur Zimbardo la lui avait refusée, pensant qu'il tentait de sortir de l'expérience en feignant la maladie). Pleurs incontrôlables et pensées désordonnées étaient devenus communs chez les prisonniers. Deux d'entre eux souffraient de troubles si importants qu'ils durent être écartés de l'expérience et remplacés par d'autres cobayes.
L'un des remplaçants, le prisonnier 416, était horrifié par les traitements infligés par les gardes et commença une grève de la faim pour protester. Il fut isolé et enfermé de force dans un placard pendant trois heures. Pendant ce temps, les gardes lui firent tenir les saucisses qu'il avait refusé de manger. Les autres prisonniers le considéraient comme un agitateur. Pour exploiter ce sentiment, les gardes offrirent un choix aux prisonniers : s'ils n'abandonnaient pas leur couverture, le prisonnier 416 serait laissé en isolement toute la nuit. Les prisonniers choisirent de garder leur couverture. Plus tard, le professeur Zimbardo intervint et replaça le prisonnier 416 dans sa cellule.
Le professeur Zimbardo décida d'écourter l'expérience lorsque Christina Maslach, une ancienne étudiante diplômée qu'il fréquentait à l'époque (et qui devint plus tard sa femme) s'insurgea contre les conditions épouvantables de la « prison » après qu'elle y eut pénétré pour interviewer les prisonniers. Le professeur Zimbardo nota qu'elle fut la seule, parmi la cinquantaine d'intervenants entrés dans la « prison », les amis et membres de la famille autorisés à rendre visite aux sujets, les psychologues professionnels, les étudiants de second cycle en psychologie, le prêtre et le protecteur du citoyen, à mettre la moralité de l'expérience en question. Après seulement six jours sur les deux semaines prévues, l'expérience fut interrompue.

### Conclusions
L'expérience de Stanford s'est terminée le 20 août 1971. Le résultat de l'expérience a été utilisé comme argument pour démontrer l'impressionnabilité et l'obéissance des gens en présence d'une idéologie légitime et d'un support institutionnel et social.
En psychologie, les résultats de l'expérience sont censés étayer la thèse d'un comportement en fonction des situations et non des prédispositions (notamment génétiques) des individus. En d'autres termes, il semble que la situation provoque le comportement des participants plus que quoi que ce soit d'inhérent à leur personnalité individuelle. Que le rôle qu'on leur attribue les dépasse, conditionnant leur comportement. En ce sens, les résultats de l'expérience corroborent ceux de la célèbre expérience de Milgram, dans laquelle des gens ordinaires administraient, sous l'ordre d'un professeur, ce qui leur était présenté comme des chocs électriques dangereux à un complice des expérimentateurs.
Peu après que l'étude a été terminée, de sanglantes révoltes éclatèrent à la fois dans la prison d'État de San Quentin et d'Attica (émeutes de la prison d'Attica), et Zimbardo présenta ses résultats à la commission américaine sur la justice.

## Critiques
À ce jour, les explications fournies par Zimbardo sur l'origine du comportement des sujets ne font pas l'objet d'un consensus, et plusieurs critiques se sont exprimées quant à la méthodologie utilisée.

### Critique de Fromm
L'expérience a été largement décriée comme étant contraire à l'éthique et fondée sur une méthodologie douteuse. Des critiques, et notamment celle d'Erich Fromm, ont remis en question la possibilité de généralisation des résultats de l'expérience. Fromm a en particulier écrit sur la manière dont la personnalité d'un individu affecte son comportement lorsqu'il est emprisonné (en utilisant des exemples historiques comme les camps de concentration nazis). Ses études vont à l'encontre des conclusions de l'expérience qui affirment que c'est la prison elle-même qui forge les comportements des individus. Fromm affirme de plus que le niveau de sadisme chez les sujets « normaux » ne pouvait être déterminé avec les méthodes employées.

### Critique d'Haslam et Reicher
Haslam et Reicher (2003), deux psychologues de l'université d'Exeter et de St Andrews, ont dirigé une reproduction partielle de l'expérience du professeur Zimbardo avec l'aide de la British Broadcasting Corporation, qui a diffusé des scènes de l'étude en tant qu'un programme de télé-réalité appelé « The Experiment ». Leurs résultats et conclusions furent bien différents de ceux obtenus par Zimbardo. Même si leur procédure n'était pas exactement celle de Zimbardo, leur étude jeta des doutes supplémentaires sur la généralité de ses conclusions. En particulier, ils remettent en question le fait que les personnes « glissent » sans opposition dans leur rôle et l'idée que la dynamique du mal ne soit en aucune façon banale. Leur recherche montre également l'importance du (ou des) meneur(s) dans l'émergence d'une tyrannie (d'une forme telle que celle exposée par Zimbardo, lors de la formation des gardiens dans l'expérience de Stanford).

### Un observateur impliqué, une neutralité inexistante
Du fait que cette expérience était in vivo, il était impossible d'utiliser les méthodes de contrôle scientifique. Zimbardo n'était pas un observateur neutre, puisqu'il était impliqué non seulement en tant que concepteur de l'expérience, mais aussi en tant que superviseur de la prison. Les conclusions des observateurs étaient largement subjectives et anecdotiques, et l'expérience serait difficile à reproduire par d'autres scientifiques.

### Au sujet de la validité
Qui plus est, l'expérience a été critiquée sur la base de sa validité scientifique. Beaucoup des conditions imposées par l'expérience étaient arbitraires et ne correspondaient pas aux conditions réelles des prisons de l'époque (notamment le fait que les prisonniers arrivaient les yeux bandés, qu'on les empêchait de porter des sous-vêtements, de regarder par la fenêtre ou d'utiliser leurs noms). Zimbardo justifia ces choix par le fait que la prison est une expérience confuse et déshumanisante et qu'il était nécessaire d'établir ces procédures pour que les « prisonniers » soient dans l'état d'esprit correspondant ; cependant, il est difficile de savoir à quel point les effets étaient les mêmes que dans une prison réelle de l'époque, et les méthodes de l'expérience seraient difficiles à reproduire fidèlement pour que d'autres puissent les tester. De plus, l'échantillon de participants était des plus réduits, puisqu'ils ne furent qu'au nombre de 24, et ce pour une durée très limitée.
Certaines des critiques formulées avançaient que les participants avaient aligné leur comportement sur ce qu'on attendait d'eux, ou l'avaient modelé à partir de stéréotypes qu'ils avaient précédemment sur le comportement de gardiens ou de prisonniers. Autrement dit, les participants étaient simplement engagés dans un jeu de rôle. Zimbardo répliqua que même s'il s'agissait d'un jeu de rôles au départ, les participants avaient intériorisé leur rôle au fur et à mesure que l'expérience avançait.
D'autres déclarèrent que l'étude était trop déterministe : on rapporta des différences significatives de cruauté parmi les gardiens, dont le pire fut surnommé « John Wayne » (il allégua avoir adopté son comportement en se mettant dans le rôle d'un personnage de Luke la main froide, et même avoir intensifié ses actions par la suite du fait qu'on le surnommait John Wayne, alors qu'il imitait l'acteur Strother Martin dans le rôle du personnage sadique du Capitaine). Cependant les autres gardiens étaient plus gentils et rendaient des services aux prisonniers. Zimbardo n'essaya pas de trouver une explication à ces différences de comportement.

### Un protocole expérimental mensonger?
En 2018, le docteur en économie et chercheur en sciences sociales Thibault Le Texier publie Histoire d'un mensonge : enquête sur l'expérience de Stanford, où il dénonce des manipulations plus graves encore du compte rendu de l'expérience (ainsi, les gardiens auraient été informés des comportements qu'ils devaient « jouer »), rendant selon lui invalides les conclusions de Zimbardo, et relevant même de graves manquements à l'éthique scientifique,, : « Philip Zimbardo a toujours affirmé qu’il était à peine intervenu dans son déroulement. Dans une expérience scientifique réussie, le scientifique ne doit pas interférer sur les résultats, ni orienter le comportement des participants vers une conclusion pré-écrite… J’ai fouillé les archives de l’expérience, conservées à Stanford et rendues publiques en 2011 : une quinzaine de boîtes contenant les dossiers des candidats, les enregistrements audio et vidéo de l’expérience, les notes prises jour après jour par Zimbardo et ses assistants, les rapports des gardiens, les questionnaires remplis par tous le dernier jour de l’expérience. Or, contrairement à la version officielle, on voit Zimbardo intervenir en permanence. La veille du premier jour, il a réuni les gardiens pour leur donner un emploi du temps précis, prévoyant les réveils nocturnes des détenus. Il leur donne même des idées de punitions, comme les pompes ou les couvertures pleines d’épines. Il a toujours affirmé que les gardiens avaient inventé leur propre règlement. Les archives prouvent que c’est faux ! »

## Incidents similaires

### Les abus à Abou Ghraib
Lorsque l'affaire des abus dans la prison d'Abou Ghraib éclata en mars 2004, de nombreux observateurs furent immédiatement surpris par les similitudes avec l'expérience de la prison de Stanford.  Le premier d'entre eux fut Philip Zimbardo, qui s'intéressa de près aux détails cachés de l'affaire. Il fut consterné par les efforts faits pour faire porter le chapeau à quelques mauvais éléments plutôt que de reconnaître qu'il s'agissait de problèmes dus à un système officiel d'incarcération militaire.
Zimbardo finit même par collaborer avec l'équipe d'avocats de l'un des gardiens d'Abou Ghraib, Ivan « Chip » Frederick. Il eut accès à tous les rapports d'enquête et témoigna en tant qu'expert au procès en cour martiale de Frederick, qui devait se solder pour ce dernier par une peine de huit ans de prison, prononcée en octobre 2004. Il s'appuya sur les connaissances acquises à cette occasion pour écrire un nouveau livre intitulé The Lucifer Effect: Understanding How Good People Turn Evil (Random House, 2007), où il étudiait les nombreux liens entre l'expérience de la prison de Stanford et les abus à Abou Ghraib.

## Dans la culture populaire
- Une nouvelle allemande de 1999 écrite par Mario Giordano (en) intitulée Black box fut inspirée par l'expérience de Stanford.
  - Das Experiment, (L'Expérience en français) un film allemand tourné en 2001, et basé sur la nouvelle, montre quels dérapages auraient pu avoir lieu pendant cette expérience.
    - Une pièce de théâtre, The Black Box, adaptée du film Das Experiment fut dirigée par le Dr. Anthony S. Beukas et jouée par le Yeshiva College Dramatics Society à l'université Yeshiva en décembre 2005.
- En 2001, la BBC crée un documentaire The Experiment, qui recréait cette expérience avec des volontaires. Elle fut arrêtée pour le bien-être des participants.
- En 2002, un épisode de la série télévisée américaine Les Experts : Miami, intitulé Un esprit horrible, comparait une simulation de lynchage à ces expériences.
- En 2006, un documentaire intitulé The Human Behavior Experiments (Les expériences de comportement humain), réalisé par Alex Gibney fut diffusé sur les chaînes CourTv et Sundance Channel.
- En 2006, l'épisode My Big Fat Greek Rush Week (devenu Jeu de rôles en français) de la série Veronica Mars fait allusion à l'expérience lorsque de nombreux personnages principaux participent à une reconstitution de cette expérience. En particulier, deux personnages présentent des similitudes avec le « prisonnier 416 » et John Wayne.
- Dans la septième saison du Big brother anglais, les colocataires étaient divisés en prisonniers et gardes d'une manière analogue à l'expérience de Stanford.
- Mood Pictures Inc., une compagnie de films SM allemande a produit un film intitulé Stanford Prison Experiment, qui recréait l'expérience à la différence près que tous les sujets étaient de sexe féminin.
- Acide sulfurique d'Amélie Nothomb est un roman relatant une histoire identique à cette expérience (à quelques différences près) et évoque un personnage rebelle comme le « prisonnier 416 ».
- Un épisode de la série Life montre une enquête se déroulant dans une expérience similaire.
- L'épisode 2 de la saison 3 de Veronica Mars s'inspire directement de l'expérience dans le cadre du jeu de rôle auquel participent Wallace et Logan.
- Les groupes de metal Sybreed et Anaal Nathrakh ont tous deux une chanson nommée The Lucifer Effect.
- En 2010, The Experiment de Paul Scheuring avec Adrien Brody, est un remake du film allemand de 2001.
- En 2011, la chanson Stanford Prison Experiment de Ludique nous fait ressentir une certaine logique dans le déroulement de l'expérience et dans l'escalade malsaine qu'elle a connue.
- En 2012, le groupe de rap français S-Crew sort un clip, Incompris, inspiré par l'expérience.
- En 2014, la série Le juge est une femme fait référence à cette expérience, dans l'épisode 10 de sa saison 12. Un jeune homme qui avait participé à cette expérience est suspecté d'avoir tué son professeur l'organisant.
- En 2014, la série Faking It fait référence à cette expérience, dans l'épisode 9 de sa saison 2. Une élève la cite alors que l'école organise une expérience d'un jour divisant les participants en quatre classes sociales.
- En 2015, un film appelé The Prison Experiment - L'Expérience de Stanford avec entre autres Billy Crudup dans le rôle de Zimbardo, Ezra Miller en prisonnier 8612 et Olivia Thirlby dans le rôle de Christina Maslach. Le film présenté en compétition officielle au festival du film de Sundance repart avec les prix Alfred P. Sloan et Waldo Salt Award du scénario
- En 2016, la série Castle fait référence à cette expérience dans l'épisode 3 de la saison 8, Cinquante Nuances de vengeance. Un élève de la faculté d'Hudson est retrouvé mort après s'être échappé de la prison de l'expérience.

### Ressource radiophonique
- Nicolas Martin, « Expérience de Stanford : sommes-nous tous des bourreaux en puissance ? » [audio], émission La Méthode scientifique (58 min), France Culture, 3 mai 2018.